# Auguste Vivroux
Auguste Vivroux, né en 1824 et mort en 1899, est un architecte belge.
Fils de l'architecte Auguste-Marie Vivroux (1795-1867), il collabore avec son père jusqu'à la mort de celui-ci. Il est le frère du sculpteur Clément Vivroux (1831-1896), et le père de l'architecte Auguste-Charles Vivroux (1859-1920). L'œuvre d'Auguste Vivroux s'inscrit principalement dans le courant de l'architecture éclectique.

## Réalisations
- 1866 : transformations au château du Fays à Polleur (Theux).
- 1875 : collège communal de Verviers, aujourd'hui Athénée royal Thil Lorrain.
- 1880 : château de la Louveterie (Verviers).
- 1894 : école supérieure des textiles de Verviers.